# 6597 Kreil
6597 Kreil este un asteroid din centura principală de asteroizi.

## Descriere
6597 Kreil este un asteroid din centura principală de asteroizi. A fost descoperit pe 9 ianuarie 1988 la Observatorul Kleť de Antonín Mrkos. Asteroidul prezintă o orbită caracterizată de o semiaxă mare de 2,58 ua, o excentricitate de 0,30 și o înclinație de 3,3° în raport cu ecliptica.